# Teatro de Dídima
El Teatro de Dídima era un antiguo teatro griego situado en el santuario de Dídima, cerca de la ciudad de Mileto, en Asia Menor, en la actual Turquía.

## Historia
Fue construido en el período romano en la segunda mitad del siglo I d. C., durante el gobierno emperador Nerón. Fue ampliado en torno al año 100, durante el gobierno de Adriano. Se utilizaba para competiciones musicales y dramáticas en relación con las celebraciones  en honor de Apolo Dídimo.
El teatro fue descubierto durante las excavaciones arqueológicas llevadas a cabo por los alemanes en 2010-2011. Su descubrimiento fue una sorpresa, ya que anteriormente se había pensado que en Dídima no habría teatro, sino que las competiciones musicales se celebrarían en el estadio o frente al templo de Apolo. Por otro lado, el teatro era un edificio muy común en santuarios fuera de las grandes ciudades, como los anfiareos y el Asclepeion de Epidauro.

## Descripción
Estaba situado al sur del templo de Apolo y del estadio. A pesar de su fecha de construcción, el teatro era de tipo griego, no teatro romano. El auditorio estaba orientado hacia el oeste.

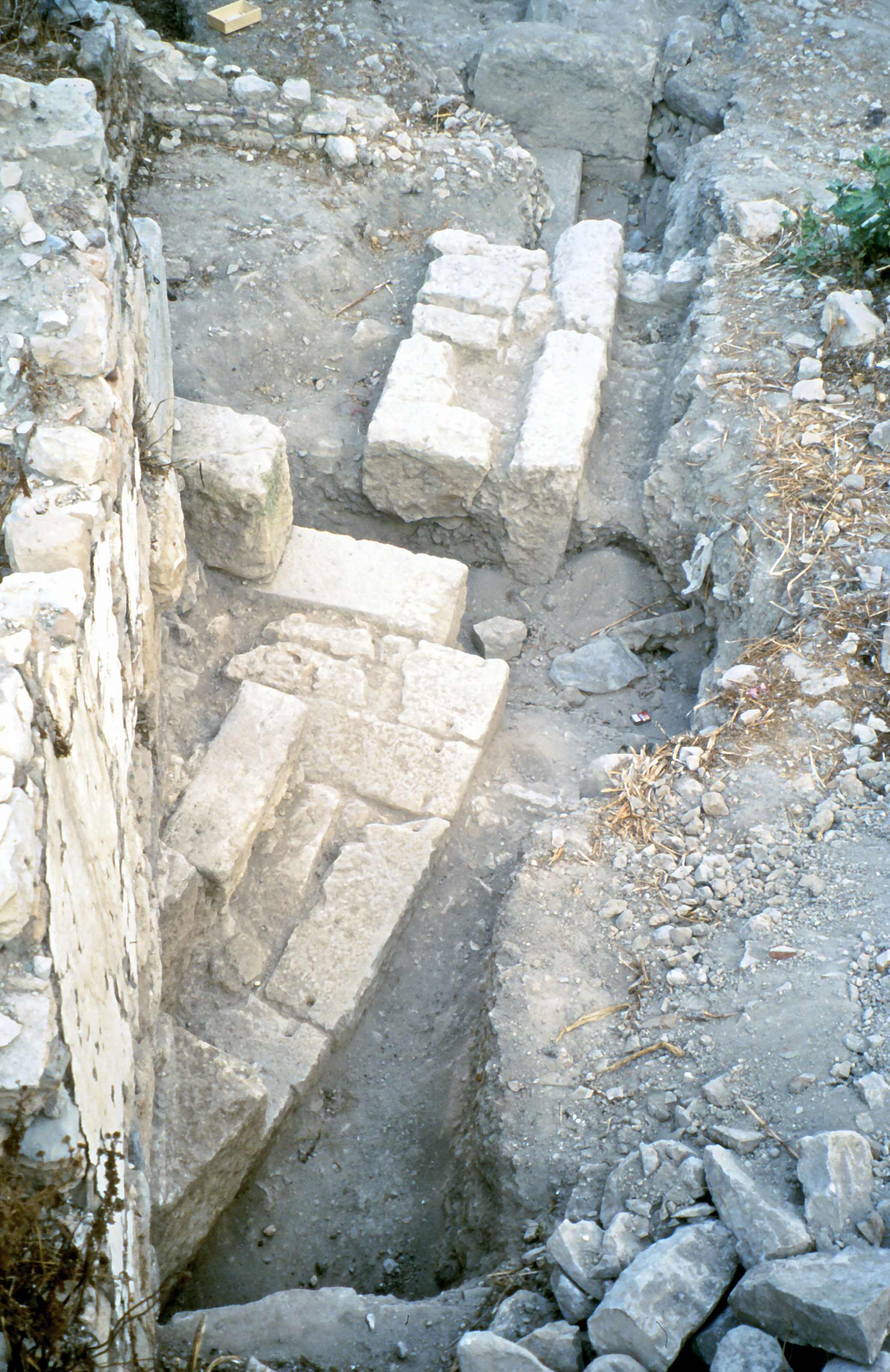
Muro norte del auditorio.

Originalmente tenía unos 48 m de diámetro, con unas 25 filas de asientos y capacidad para unos 3000 espectadores. A principios del siglo II se amplió en seis filas de asientos hasta alcanzar un diámetro de unos 56 m, con capacidad para unos 4000. El diámetro de la orchestra en el centro del teatro era sólo de unos 12 m.
En términos numéricos, es relativamente pequeño. Tiene aproximadamente el tamaño del Teatro de Delfos.  Se reconstruyó utilizando piedras del lado sur del estadio de Dídima.
Las excavaciones han sacado a la luz el muro norte del teatro y los restos de las filas de asientos y escaleras del auditorio. También se han hecho algunos hallazgos en el edificio de la escena, al parecer ya a principios del siglo II, cuando era conocido como el Tabernáculo. El teatro ha sido datado por una moneda de Mileto de la época de Nerón y por hallazgos de cerámica de la misma época. Una excavación más amplia del teatro es difícil debido a las casas privadas que hay en el lugar.